# Colonia artística de Old Lyme

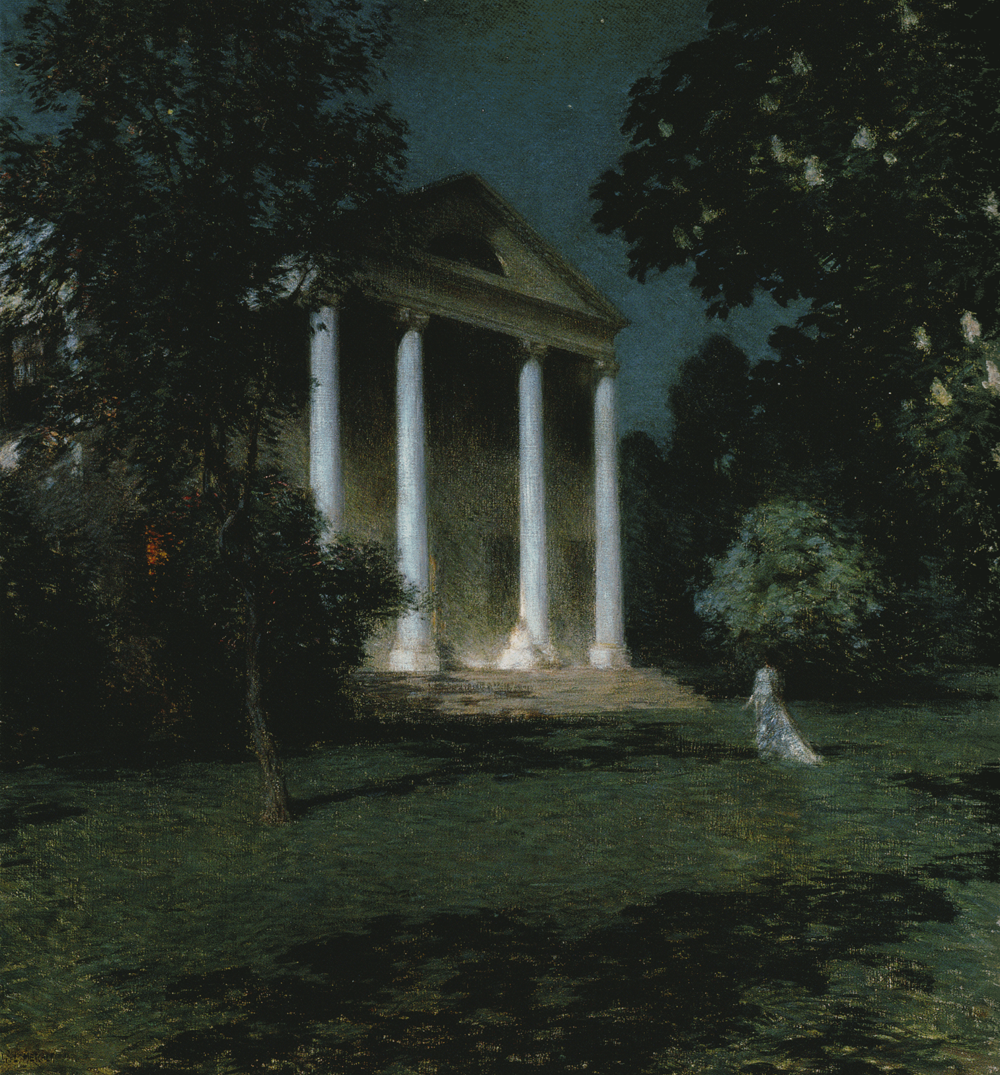
Noche de mayo (1906), donde Willard Metcalf inmortalizó la casa de Florence Griswold (hoy Museo del Impresionismo Americano). Galería de Arte Corcoran.

La colonia artística de Old Lyme fue una reunión espontánea de pintores en la localidad de Old Lyme, Connecticut (Estados Unidos), originada en los últimos años del siglo XIX y un periodo de esplendor entre 1900 y 1915 que la llevaría a convertirse en una de las mayores "congregaciones" impresionistas de Norteamérica.
Se ha documentado que el primer artista que visitó y pintó en Old Lyme fue Joseph Boston, en 1894, y que un año antes visitó la zona Clark G. Voorhees en un viaje en bicicleta haciendo plein air. Al parecer fue Voorhees el que le recomendó Old Lyme a Henry Ward Ranger, que en 1899 se instalaría provisionalmente en la mansión de estilo georgiano de Florence Griswold, y cuya casa se convirtió finalmente en centro de reunión cada verano de buen número de pintores, empezando por los amigos de Ranger, cuyo objetivo sentimental era rememorar sus experiencias juveniles en el bucólico Barbizón francés. Así, en 1900, Old Lyme se convirtió en la capital del tonalismo norteamericano, con toda su carga de brumas románticas y su reducida gama de colores.
En 1903, la llegada a la colonia de un impresionista consagrado como fue Childe Hassam inclinó la balanza nacional tonalista hacia el impresionismo internacional, popularmente aceptado y reconocido. Invitados y huéspedes de Florence fueron muchos de los artistas instalados en la costa este (Nueva York, Massachusetts o en el propio Connecticut los vecinos de Cos Cob); en el medio oeste, como Louis Dessar de Indiana, Alonzo Kimball y Betts Louis de Illinois, George Newell y Ramsdell Frederic de Míchigan; o californianos, como Maurice Braun, y canadienses como Arthur Heming.
Entre los miembros más destacados de la colonia se anotan: Florence Griswold (fundadora), Childe Hassam (a partir de 1903), Henry Ward Ranger (fundador), Wilson Irvine (a partir de 1914), Willard Leroy Metcalf (entre 1905 y 1907), Matilda Browne (también en «Cos Cob»), Bruce Crane, Allen Butler Talcott y las hermanas Lydia Longacre y Breta Longacre.

Impresionistas de Old Lyme
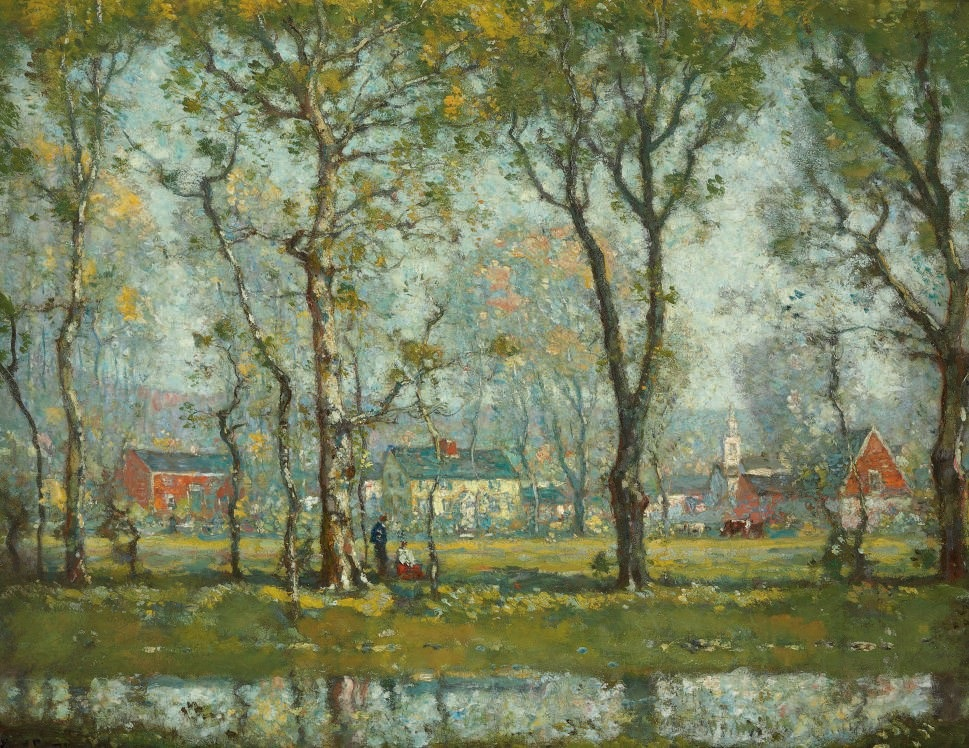
Henry Ward Ranger: Pueblo en Nueva Inglaterra (hacia 1900).
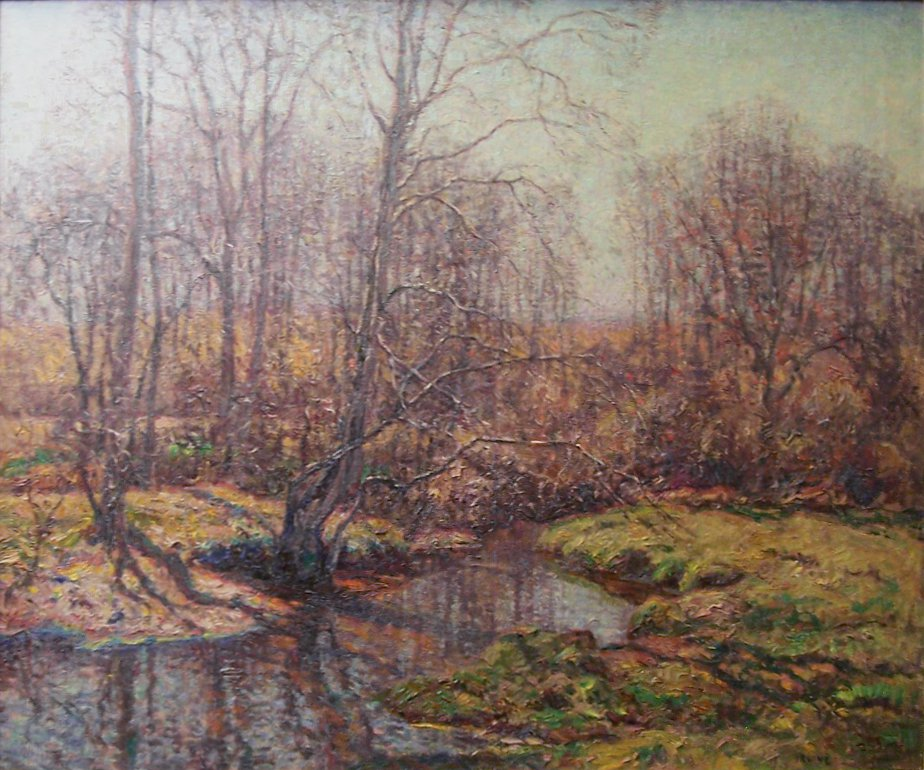
Wilson Henry Irvine: Otoño, río Eight Mile (zona de Old Lyme) (hacia 1914).
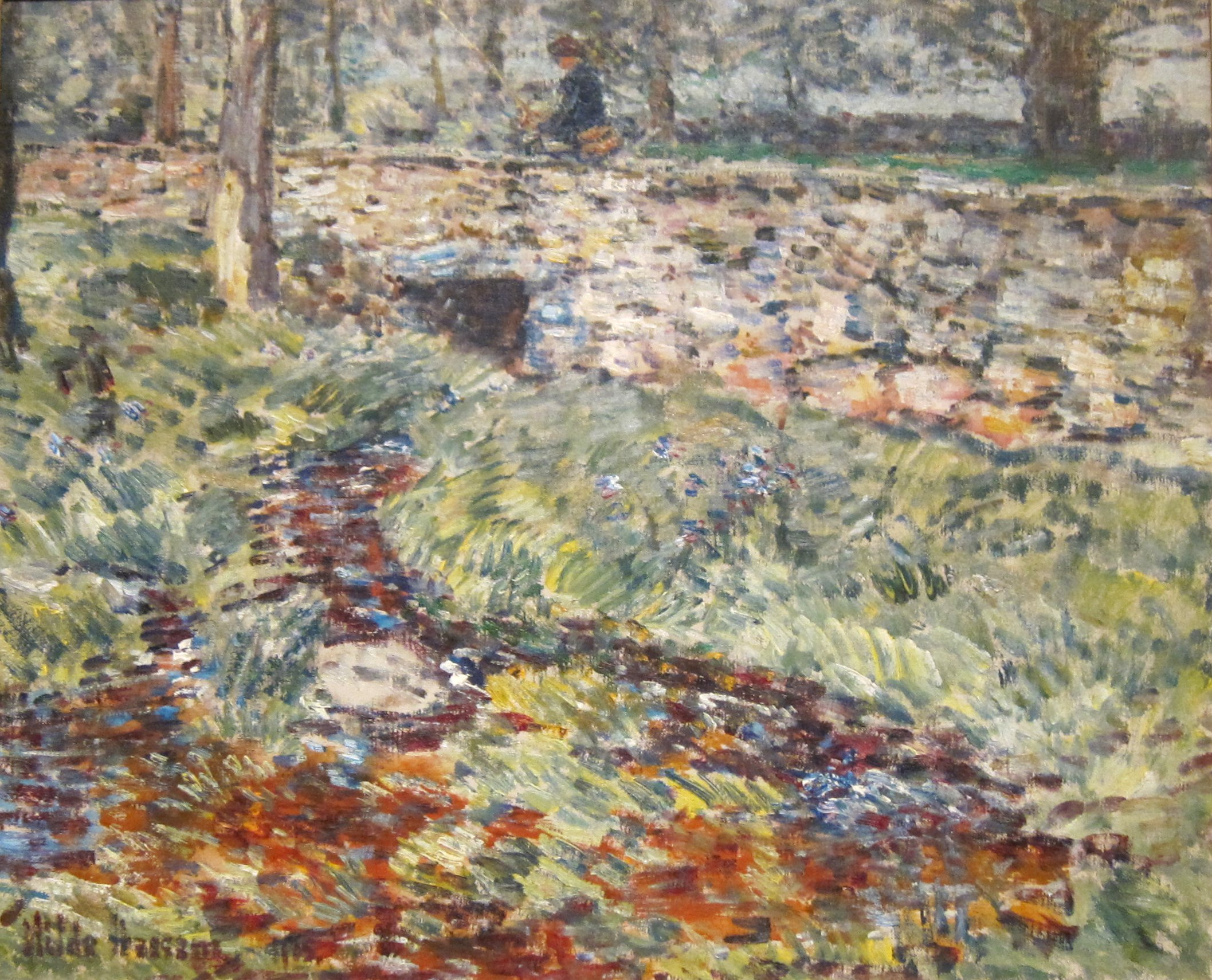
Childe Hassam: El puente de piedra (1912).
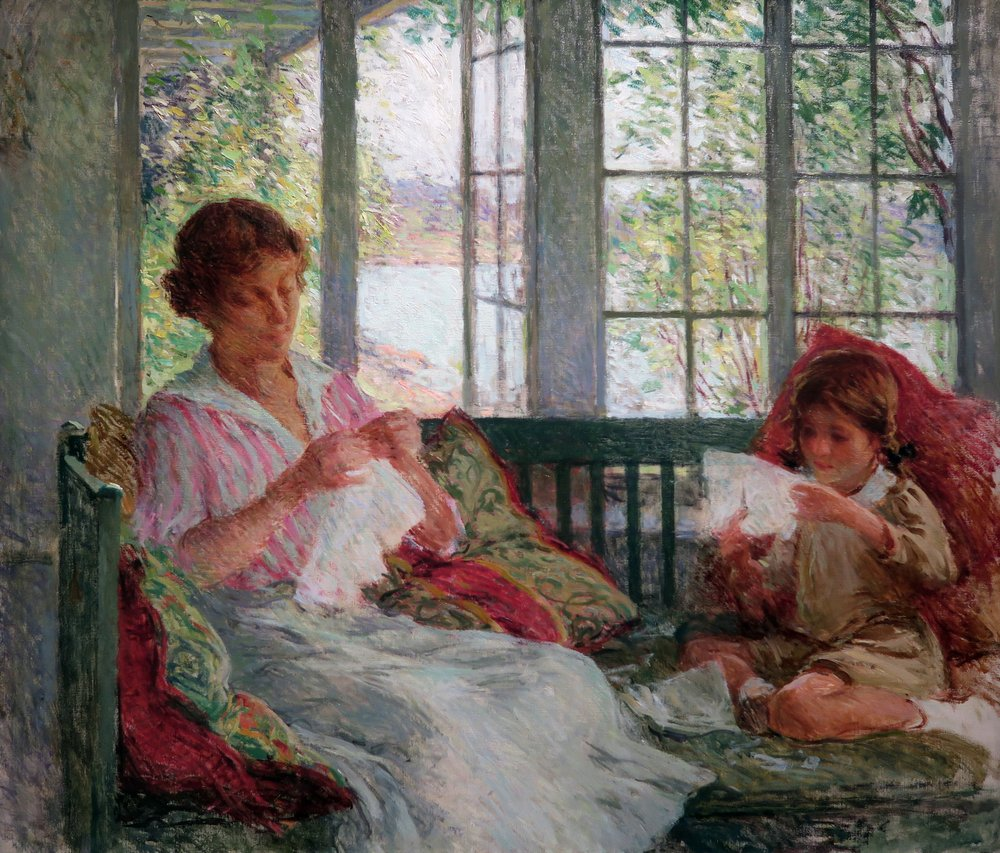
Willard Leroy Metcalf: Mi esposa e hija (1917-1918).